# 稲本直樹
稲本 直樹（いなもと なおき、1929年 - ）は、日本の化学者、東京大学名誉教授。学位は理学博士。専攻は有機化学。

## 来歴
昭和4年東京生まれ。
昭和26年東京大学理学部化学科を卒業後、同大学院、助手、講師、助教授を経て、昭和40年東京大学理学部教授となる。

## 著作
- 「遊離基反応(上), (下)」(共著・東京化学同人)
- 「親電子反応」(培風館)
- 「有機反応速度論入門」(施用書店)
- 「演習有機化学反応」(共著・南江堂)
- 「反応論による有機化学」(実教出版)
- 「解明・新化学(理科I収録)総合版」(1987,文英堂)

## 人物
趣味は”しいてあげればお酒をたしなみ、化学の発展について論ずること"としている。